# Tiangue
Un Tiangue, en El Salvador, es un mercado de compra y venta de ganado. La actividad es regulada por el Código Municipal de dicho país, como una de las atribuciones de los concejos municipales (art. 4). Las transacciones son reglamentadas por las ordenanzas locales respectivas, y supervisadas por delegados de la comuna quienes elaboran las "cartas de venta", o documentos que especifican el tipo de animal, precio y otros detalles; junto al respectivo permiso de traslado de los semovientes. El tiangue es realizado un día específico de la semana.
En localidades como Sensuntepeque arriban comerciantes de los municipios vecinos, así como de Honduras.